# Rue d'Arlon (Ixelles)
Pour les articles homonymes, voir Rue d'Arlon.
La rue d'Arlon (en néerlandais: Aarlenstraat) est une rue bruxelloise de la Ville de Bruxelles et de la commune d'Ixelles qui va de la rue du Parnasse à la rue de la Loi en passant par la place du Luxembourg et la rue Belliard.
La numérotation des habitations va de 1 à 107 pour le côté impair et de 2 à 118 pour le côté pair.

## Bâtiments remarquables et lieux de mémoire
- No 11 : en 1919, Marie Haps y crée une école supérieure de jeunes filles. L'édifice abrite encore de nos jours un institut portant son nom.